# رنه سدولین
رنه سدولین (انگلیسی: René Cédolin؛ زادهٔ ۱۳ ژوئیهٔ ۱۹۴۰) بازیکن فوتبال اهل فرانسه است.
از باشگاه‌هایی که در آن بازی کرده‌است می‌توان به باشگاه فوتبال رن و باشگاه فوتبال کان اشاره کرد.